# Clarkston (Washington)
Clarkston ist eine Stadt (City) im Asotin County im US-Bundesstaat Washington. Sie ist Teil der Metropolregion Lewiston-Clarkston und liegt Lewiston (Idaho) nach Westen zu am Snake River gegenüber. Zum United States Census 2020 hatte Clarkston 7161 Einwohner.

## Geschichte

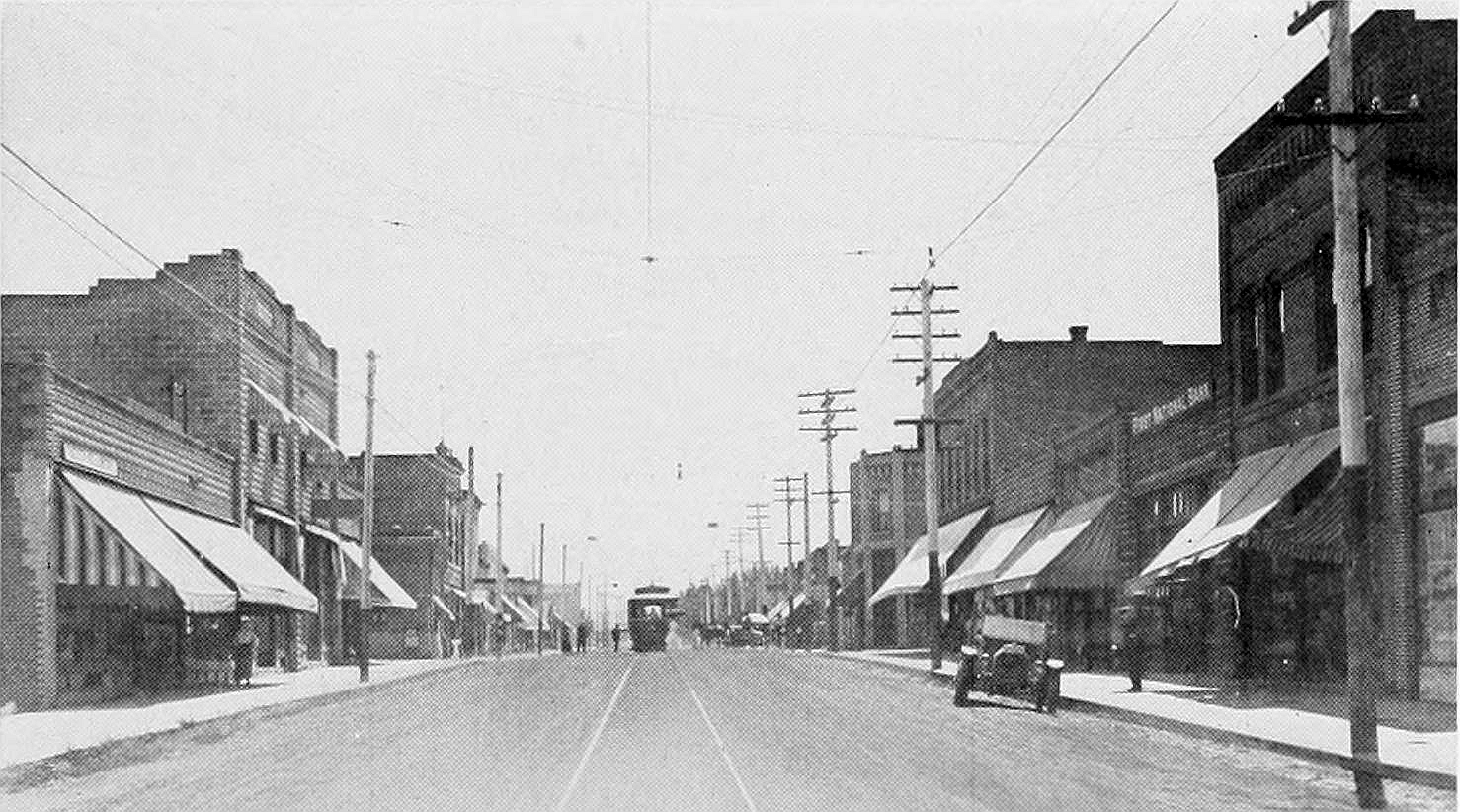
Clarkston (1918)

Clarkston wurde erstmals 1862 von Robert Bracken besiedelt und am 14. August 1902 offiziell als Stadt anerkannt. Vor diesem Akt wurde der Ort Jawbone Flats genannt. Der Name Clarkston bezieht sich auf William Clark von der berühmten Lewis and Clark Expedition. Lewiston, jenseits der Grenze nach Idaho gelegen, ist nach Meriwether Lewis benannt und die größere und ältere der beiden Städte. Weder Lewis noch Clark haben je die Clarkston-Seite des Flusses aufgesucht.

## Geographie
Clarkston liegt im Lewis-Clark Valley an der Mündung des Clearwater River in den Snake River. Unmittelbar gegenüber von Clarkston liegt Lewiston am anderen Ufer des Snake River. Der Snake River wendet sich hier, von Süden kommend, abrupt nach Westen, so dass Lewiston ab beiden Flüssen gelegen ist, während Clarkston am Knie des Snake liegt.
Nach dem United States Census Bureau nimmt die Stadt eine Gesamtfläche von 5,41 Quadratkilometern ein, worunter 5,21 km² Land- und der Rest Wasserflächen sind.

### Klima
Das Klima der Gegend zeichnet sich durch heiße, trockene Sommer mit durchschnittlichen monatlichen Temperaturen um 32° C aus; an einigen Tagen kann die Temperatur die 38°-C-Marke erreichen. Nach der Klimaklassifikation nach Köppen und Geiger hat Clarkston ein sommerwarmes Mittelmeerklima (abgekürzt „Csb“).

## Demographie

### Census 2000
Nach der Volkszählung von 2000 gab es in Clarkston 7.337 Einwohner, 3.120 Haushalte und 1.790 Familien. Die Bevölkerungsdichte betrug 1467,8 pro km². Es gab 3.414 Wohneinheiten bei einer mittleren Dichte von 683 pro km².
Die Bevölkerung bestand zu 94,43 % aus Weißen, zu 0,34 % aus Afroamerikanern, zu 1,61 % aus Indianern, zu 0,65 % aus Asiaten, zu 0,03 % aus Pazifik-Insulanern, zu 0,79 % aus anderen „Rassen“ und zu 2,15 % aus zwei oder mehr „Rassen“. Hispanics oder Latinos „jeglicher Rasse“ bildeten 2,56 % der Bevölkerung.
Von den 3120 Haushalten beherbergten 29,9 % Kinder unter 18 Jahren, 37,1 % wurden von zusammen lebenden verheirateten Paaren, 15,7 % von alleinerziehenden Müttern geführt; 42,6 % waren Nicht-Familien. 35,7 % der Haushalte waren Singles und 15,6 % waren alleinstehende über 65-jährige Personen. Die durchschnittliche Haushaltsgröße betrug 2,26 und die durchschnittliche Familiengröße 2,92 Personen.
Der Median des Alters in der Stadt betrug 36 Jahre. 25,7 % der Einwohner waren unter 18, 9,7 % zwischen 18 und 24, 26,6 % zwischen 25 und 44, 20 % zwischen 45 und 64 und 18 % 65 Jahre oder älter. Auf 100 Frauen kamen 86,9 Männer, bei den über 18-Jährigen waren es 79,3 Männer auf 100 Frauen.
Alle Angaben zum mittleren Einkommen beziehen sich auf den Median. Das mittlere Haushaltseinkommen betrug 25.907 US$, in den Familien waren es 32.093 US$. Männer hatten ein mittleres Einkommen von 31.434 US$ gegenüber 20.654 US$ bei Frauen. Das Pro-Kopf-Einkommen betrug 14.673 US$. Etwa 15,5 % der Familien und 20,6 % der Gesamtbevölkerung lebte unterhalb der Armutsgrenze; das betraf 27,6 % der unter 18-Jährigen und 8,1 % der über 65-Jährigen.

### Census 2010
Nach der Volkszählung von 2010 gab es in Clarkston 7.229 Einwohner, 3.226 Haushalte und 1.744 Familien. Die Bevölkerungsdichte betrug 1388,6 pro km². Es gab 3.411 Wohneinheiten bei einer mittleren Dichte von 655,2 pro km².
Die Bevölkerung bestand zu 92,1 % aus Weißen, zu 0,7 % aus Afroamerikanern, zu 2,1 % aus Indianern, zu 0,7 % aus Asiaten, zu 0,1 % aus Pazifik-Insulanern, zu 1,2 % aus anderen „Rassen“ und zu 3,1 % aus zwei oder mehr „Rassen“. Hispanics oder Latinos „jeglicher Rasse“ bildeten 4 % der Bevölkerung.
Von den 3226 Haushalten beherbergten 28,4 % Kinder unter 18 Jahren, 33,1 % wurden von zusammen lebenden verheirateten Paaren, 16 % von alleinerziehenden Müttern und 5 % von alleinstehenden Vätern geführt; 45,9 % waren Nicht-Familien. 38,3 % der Haushalte waren Singles und 15,2 % waren alleinstehende über 65-jährige Personen. Die durchschnittliche Haushaltsgröße betrug 2,2 und die durchschnittliche Familiengröße 2,88 Personen.

Der Median des Alters in der Stadt betrug 37,7 Jahre. 22,7 % der Einwohner waren unter 18, 10,1 % zwischen 18 und 24, 25,1 % zwischen 25 und 44, 25,2 % zwischen 45 und 64 und 16,9 % 65 Jahre oder älter. Von den Einwohnern waren 47,4 % Männer und 52,6 % Frauen.

## Hafen
Im Hafen von Clarkston befindet sich der größte Kran auf einem schiffbaren Gewässer östlich von Portland. Landwirtschaft ist der Hauptwirtschaftszweig in der Region und im Hafen werden eine Menge Frachtkähne mit Getreide abgefertigt. Die Papier-Firma Clearwater Paper Corporation transportiert Holzchips und Sägemehl über Lastkähne in die Produktionsstätten in Lewiston. Wegen seiner Binnenlage am Snake River fertigt der Hafen sowohl Güter ab, die flussabwärts nach Portland und Vancouver transportiert werden, als auch solche, die an Verteilzentren flussauf geliefert werden.
Die Marina des Hafens bietet Unterkünfte für Passagierschiffe und Yachten, von denen viele durch den nahegelegenen Hells Canyon fahren.

## Trivia
Das Walla Walla Community College eröffnete einen Campus in Clarkston, um das umliegende Gebiet zu versorgen.
Die Postleitzahl 99403 ist die letzte im Gebiet der Continental United States.